# Filipa Lancasterska
Filipa Lankasterska (31. ožujka 1360. – 19. srpnja 1415.) je bila portugalska kraljica.
Rođena je kao prvo zakonito dijete Ivana od Ghenta, 1. vojvode od Lancastera. Majka joj je bila rodica njenog oca, Blanka Lankasterska. Filipa je bila članica Ordena podvezice.
Udala se za portugalskog kralja Ivana I. i tako postala kraljica Portugala. Njihovo vjenčanje je proslavljeno 11. veljače 1387. godine u Portu. Njihov brak je zapečatio savez Engleske i Portugala protiv saveza Francuske i Kastilije. U portugalskom narodu Filipa je ostala upamćena kao velikodušna kraljica i posvećena majka. Njena djeca, zvana "slavnom generacijom" (portugalski: Ínclita Geração) prinčeva, uključivala su jednog kralja, jednog istraživača, uticajnu vojvotkinju Burgundije, pretka dvaju najznačajnijih pirinejskih monarha, i "svetog princa".
Kraljica Filipa je umrla od kuge 1415. godine.